# Jonica T. Gibbs
Jonica T. Gibbs är en amerikansk skådespelare.
Gibbs har bland annat medverkat i filmerna Past Lives och Civil War.

## Filmografi (i urval)
- 2023 – Past Lives
- 2024 – Civil War